# 4048 Samwestfall
4048 Samwestfall eller 1964 UC är en asteroid i huvudbältet, som upptäcktes 30 oktober 1964 av Indiana Asteroid Program vid Indiana University Bloomington med Goethe Link Observatory. Asteroiden har fått sitt namn efter Richard S. Westfall.
Asteroiden har en diameter på ungefär 3 kilometer.